# Gentofte Kirke
Gentofte Kirke er en kirke i Gentofte Sogn i Gentofte Kommune. Gentofte Kirke ligger på Gentoftegade tæt ved Gentofte Sø. Kirken er som den eneste kirke i Gentofte kommune omgivet af en kirkegård.
Kirken er oprindeligt opført i 1100-tallet, og er således en af de ældste kirker i Københavns omegn. Kirken er efterfølgende ombygget flere gange, ligesom der er sket en del tilbygninger til kirken. Kirkens tårn er opført omkring år 1500. Kirken blev forlænget mod øst i 1757, fik en bred korsarm mod nord, og et fladt stukloft med rokoko-ornamenter. Arkitekten for dette var A.P. Rosenberg. I 1895-96 blev kirken restaureret og tilbygget ved Johan Schrøder.
Kirken gennemgik yderligere en restaurering i 1980-1982, i hvilken forbindelse kirkerummet fik nye farver.
Orglet har 35 stemmer og er bygget af Frobenius Orgelbyggeri i 1976.